# Phuoc Long
Phuoc Long (vietnamita: Phước Long) é um distrito da província de Binh Phuoc, na região sudeste do Vietnã.